# Det hyperkomplekse samfund
Det hyperkomplekse samfund er en sociologisk tese om eller diagnostik af informationssamfundet som et samfund, der i langt højere grad end tidligere er præget af kompleksitet. Tesen om det hyperkomplekse samfund er formuleret af professor ved Syddansk Universitet Lars Qvortrup i bogen Det hyperkomplekse samfund (1998), og den er blandt andet inspireret af den tyske sociolog Niklas Luhmann.

## Hyperkompleksitet
Kompleksitet i rum forstår vi som altings tilgængelighed i ét punkt, og i tid som altings nærvær i ét øjeblik. Hyperkompleksitet forstår vi som 2. ordens kompleksitet, og det hyperkomplekse samfund som et samfund, hvor kompleksiteten er øget eksponentielt. Hyperkompleksiteten indebærer, at vi ikke kan overskue samfundet fra et enkelt observationspunkt. Samfundet må iagttages fra flere forskellige punkter med hver deres iagttagelseskode. En stor del af disse iagttagelser må foretages af andre og kræver derfor også andre iagttagelseskoder. (Lars Qvortrup, 1998).
På det ontologiske plan forstår vi det hyperkomplekse samfund som den dramatiske intensivering af den samfundsmæssige kompleksitet, som udspringer af den stigende funktionelle differentiering af institutionelle ordener inden for rammerne af stadigt mere globaliserede samfund. Dette indebærer et samfund, hvor interdependenskæderne er forlænget, så de enkelte aktører i stigende grad bliver afhængige af andre for at nå deres mål; hvor det ikke længere nytter at sætte sig mål og søge dem realiseret uafhængigt af andre aktører; hvor der ikke kan overskues fra noget enkelt observationspunkt; hvor de traditionelle hierarkiske styringskapaciteter ikke længere er tilstrækkelige.
På det genealogiske plan indebærer det hyperkomplekse samfund historien om, at troen på en ufejlbarlig gud er afløst af troen på et fejlbarligt menneske, og at den menneskelige rationalitet dermed kan sættes under tvivl. Troen på menneskets ubegrænsede rationalitet afløses af indsigten i menneskets begrænsede rationalitet, og dybest set skabes en accept af, at der ikke længere kan udpeges ét privilegeret perspektiv, hvorfra verden kan beskrives: Dermed afløses antropocentrisme af polycentrisme, og det monocentriske samfund afløses af et mange-centreret eller ikke-centreret samfund. Dette stemmer overens med Émile Durkheims betragtninger om at opgive det antropocentriske postulat, selvom det mishager mennesket at give afkald på den ubegrænsede magt, som det så længe har tildelt sig selv.